# Stephen Yzerman
Vous lisez un « article de qualité » labellisé en 2008.
Temple de la renommée : 2009
Temple de la renommée de l'IIHF : 2014
Stephen Gregory Yzerman, dit Steve Yzerman, né le 9 mai 1965 à Cranbrook en Colombie-Britannique, est un joueur canadien de hockey sur glace. Il a joué toute sa carrière professionnelle dans la Ligue nationale de hockey avec les Red Wings de Détroit entre 1983 et 2006. Sa fin de carrière a été parsemée de nombreux problèmes de santé, notamment au genou, le poussant à arrêter en 2006. Le 30 janvier 2007, il accepte le poste de directeur général de l'équipe du Canada en remplacement de Wayne Gretzky.
Surnommé « Le Capitaine » du fait de sa fidélité aux Wings, il en est capitaine pendant 20 ans. Il est souvent récompensé par des titres individuels et collectifs et il est considéré comme l’un des joueurs les plus marquants de l’histoire du hockey. Il fait partie du cercle des joueurs avec plus de 600 buts, ainsi que de celui de ceux avec plus de 1 700 points et figure aux sommets des classements des meneurs de la Ligue nationale de hockey. De 2006 à 2010, il est vice-président des Red Wings de Détroit. Le 25 mai 2010, il devient le nouveau directeur général du Lightning de Tampa Bay. En 2019 il revient à Détroit pour prendre le même poste, en remplacement de Kenneth Holland, DG de la franchise du Michigan de 1997 à 2019.
Avec l'équipe nationale du Canada, il participe à deux phases finales olympiques en 1998 à Nagano et en 2002 à Salt Lake City où il remporte son seul titre olympique. Il a aussi représenté le Canada dans le championnat du monde junior, plusieurs coupes Canada et lors de la Coupe du monde de hockey sur glace de 1996.

## Biographie sportive

### Carrière

#### Les ligues juniors
Steve Yzerman est le troisième enfant d'une famille de cinq enfants, il commence à patiner à l'âge de 7 ans. Bien que né à Cranbrook, il grandit à Nepean dans la banlieue d'Ottawa en Ontario. C'est là qu'il commence à jouer au hockey de haut niveau, au collège puis en équipe junior. Doué et meneur naturel, il se fait rapidement remarquer par les recruteurs. Après le Bell High School, à Ottawa, il joue avec les Raiders de Nepean, qui évoluent dans la ligue junior centrale de hockey, jusqu'en 1981.
C'est en 1981 qu'il est sélectionné par les Petes de Peterborough. Modeste et récent club de la Ligue de hockey de l'Ontario, le club de Peterborough, grâce à Yzerman, va élever sa moyenne de victoires, passant de 44,9 % à 55 %. Entraîné par Dick Todd, Peterborough échoue pourtant en séries éliminatoires. Yzerman termine sa première saison avec un total de 64 points (21 buts, 43 passes) en 58 matchs, faisant de lui l'un des grands espoirs de l'équipe et de la ligue.
L'année suivante, il monte encore son niveau de jeu pour devenir l'un des éléments importants de l'effectif de Dick Todd. Si, en saison régulière, Peterborough augmente encore son pourcentage de victoires, l'équipe se fait sortir en séries éliminatoires en seulement quatre matchs au cours desquels Yzerman inscrit 4 points. Lors de la saison, il termine 3e meilleur marqueur de l'équipe avec 91 points (42 buts, 49 passes) en 56 matchs. Au cours de ces deux premières saisons, il montre aussi beaucoup de discipline, étant l'un des joueurs les moins pénalisés. Il va également trouver son positionnement définitif. En effet, utilisé parfois en ailier, il a pourtant son meilleur niveau au poste de centre, poste qu'il garde par la suite, tant en junior qu'en Ligue nationale de hockey.
Après deux saisons dans la Ligue de hockey de l'Ontario, Yzerman commence une troisième saison de suite avec Peterborough. Mais sollicité par les recruteurs de la Ligue nationale de hockey, il accepte de participer au repêchage de 1983.
Également, Yzerman porte le numéro 19 depuis ses débuts en Ligue de l'Ontario, numéro qu'il portera aussi en Ligue nationale. Il souhaitait prendre le numéro 9 de l'un de ses modèles : Gordie Howe. N'étant pas disponible, il rajoute un 1 devant le 9 pour devenir le numéro 19, celui d'une autre de ses idoles : Bryan Trottier. Le numéro 9 ne peut plus être porté à Détroit depuis 1972, année où le maillot de Gordie Howe est retiré.

#### Le repêchage de la LNH 1983
Convoité par de nombreuses formations, notamment canadiennes, il semble que Détroit veuille repêcher Yzerman. Avec un quatrième choix lors du premier tour c’est finalement Détroit qui recrute le joueur de Peterborough. Pourtant le directeur général des Wings, Jim Devellano, préférait Pat LaFontaine, ce qui était également le cas du nouveau propriétaire de la formation du Michigan, Mike Ilitch. Mais les Islanders de New York, qui ont le choix précédent, repêchent l'Américain et Devellano recrute Yzerman. Il est devancé lors de cette draft de la LNH de 1983 par Brian Lawton (North Stars du Minnesota), Sylvain Turgeon (Whalers de Hartford) et donc Pat LaFontaine (Islanders de New York). Lors de cette draft du 8 juin 1983, au Forum de Montréal (Québec), Steve Yzerman, représenté par son agent Gus Badali, est présenté avec son nouveau maillot ailé et son numéro 19.
| Rang | Joueur          | Nationalité | Équipe de la LNH         | Ancienne équipe               |
| ---- | --------------- | ----------- | ------------------------ | ----------------------------- |
| 1    | Brian Lawton    | États-Unis  | North Stars du Minnesota | Mount St. Charles H.S. (R.I.) |
| 2    | Sylvain Turgeon | Canada      | Whalers de Hartford      | Olympiques de Hull (LHJMQ)    |
| 3    | Pat LaFontaine  | États-Unis  | Islanders de New York    | Junior de Verdun (LHJMQ)      |
| 4    | Steve Yzerman   | Canada      | Red Wings de Détroit     | Petes de Peterborough (OHL)   |
| 5    | Tom Barrasso    | États-Unis  | Sabres de Buffalo        | Acton-Boxboro H.S. (Mass.)    |

#### Sa première saison en LNH
Le 5 octobre 1983, Steve Yzerman joue son premier match en Ligue nationale contre les Jets de Winnipeg. Il marque un but contre Doug Soetaert, gardien des Jets, et offre une passe décisive dans cette rencontre qui se termine sur le score de parité de six buts partout, marquant son entrée en LNH. Yzerman réussit un début de saison flamboyant, démontrant toutes ses qualités et devient rapidement l’un des joueurs clef de l’effectif de l'entraîneur de l'époque, Nick Polano. Même si les Wings restent en bas du classement, le nouveau centre démontre qu’il est un joueur d’avenir. D’ailleurs lors de sa première saison il est déjà qualifié pour le 36e Match des étoiles qui se déroule le 31 janvier 1984, devenant alors, à 18 ans, 8 mois et 22 jours, le plus jeune joueur à évoluer dans un Match des étoiles.
Yzerman réussit une saison remarquable, terminant, dès sa première année, meilleur marqueur de l'équipe avec 87 points (39 buts et 48 passes) en 80 matchs, devançant Ivan Boldirev et ses 83 points. Grâce à ses performances, Détroit se qualifie de justesse pour ses premières séries éliminatoires depuis six ans. Lors de ces séries, Détroit est éliminé en quatre matchs par les Blues de Saint-Louis, Yzerman inscrivant tout de même 6 points (3 buts et 3 passes). Bien vu pour remporter le trophée Calder de meilleur espoir de la saison, il est finalement devancé par Tom Barrasso des Sabres de Buffalo.

#### De 1984 à 1986

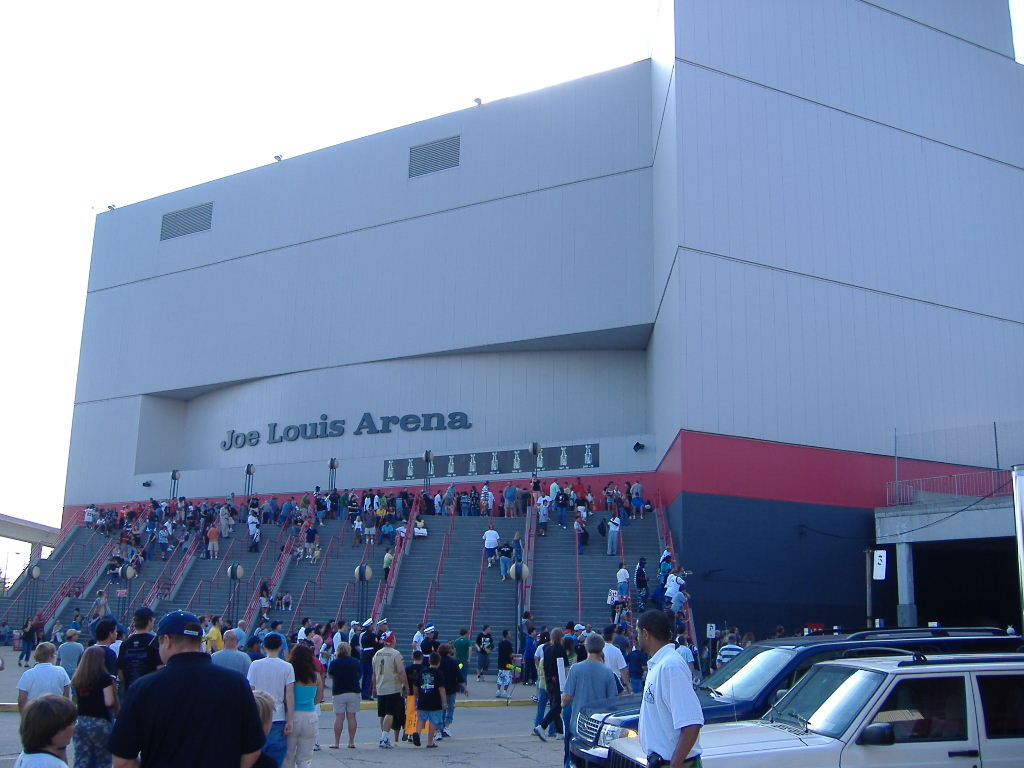
Le Joe Louis Arena de Détroit.

Lors de la saison 1984-1985, Yzerman continue sur la lancée de la saison précédente. Il termine avec un total de 89 points (30 buts et 59 passes) en 80 matchs, terminant à la deuxième place des meilleurs marqueurs de la franchise à égalité avec Ron Duguay mais devancé par John Ogrodnick et ses 105 points. Il permet de qualifier, pour la deuxième année de suite, les Wings en séries éliminatoires. Mais comme la saison précédente, Détroit se fait sortir au premier tour par les Black Hawks de Chicago, en seulement trois matchs. Yzerman inscrit 3 points (2 buts et 1 passe).
Le 15 octobre 1985, il signe une prolongation de contrat de sept ans. À l'époque c'est le contrat le plus long jamais signé par un joueur des Red Wings.
Au cours de la saison 1985-1986, Détroit change d'entraîneur : Polano est remercié et il remplacé par Harry Neale. C'est une saison calamiteuse pour Détroit et Steve Yzerman. Les Wings ne remportent que 17 matchs en saison et Yzerman ne joue que 51 rencontres. En effet, aux deux tiers de la saison, il se casse la clavicule et ne peut terminer l'année. Il inscrit tout de même 42 points (14 buts et 28 passes) lors de ces 51 matchs joués. Son absence se fait sentir et Détroit termine la saison de manière catastrophique à la dernière place du classement général avec un bilan de 17 victoires, 57 défaites et 6 nuls.

#### Monsieur le capitaine
Après une dernière saison désastreuse, Brad Park, qui avait succédé à Harry Neal lors de la saison précédente, quitte la franchise et est remplacé par Jacques Demers. La première chose que fait Demers est de nommer Yzerman nouveau capitaine de l'équipe en remplacement de Danny Gare. À 21 ans et 5 mois, il devient le plus jeune capitaine de l'histoire de la franchise et de la ligue devançant Ryan Walter. Pourtant Yzerman est devancé, en 2000, au niveau de la ligue, par Vincent Lecavalier et ses 19 ans. Demers dit qu'il recherchait un joueur capable de tenir l'équipe. À l'époque on imaginait mal que Yzerman n'allait quitter ce titre que lorsqu'il allait mettre un terme à sa carrière. Sportivement, Yzerman retrouve son niveau de 1985, terminant la saison avec 90 points (31 buts et 59 passes) en 80 matchs devançant Gerard Gallant et ses 72 points. Il qualifie les Wings en séries éliminatoires et amène Détroit jusqu'en finale de l'association de l'Ouest. Après avoir écarté les Blackhawks de Chicago en quatre matchs, les Maple Leafs de Toronto en cinq, Détroit est seulement dominé 4 matchs à 1 par la grande équipe des Oilers d'Edmonton de Wayne Gretzky et Mark Messier. Yzerman démontre ses qualités en séries avec 18 points (5 buts et 13 passes) en 16 matchs.

#### De 1986 à 1993
Steve Yzerman devient un joueur dominant des Wings mais aussi de la ligue nationale. Lors de la saison 1987-1988 il termine meilleur marqueur de la franchise et passe pour la première fois la barre des 100 points lors d'une saison. En effet, il inscrit 102 points (50 buts et 52 passes) en seulement 64 matchs. Au début de l'année 1988 il se blesse au genou et est indisponible pendant plusieurs mois.

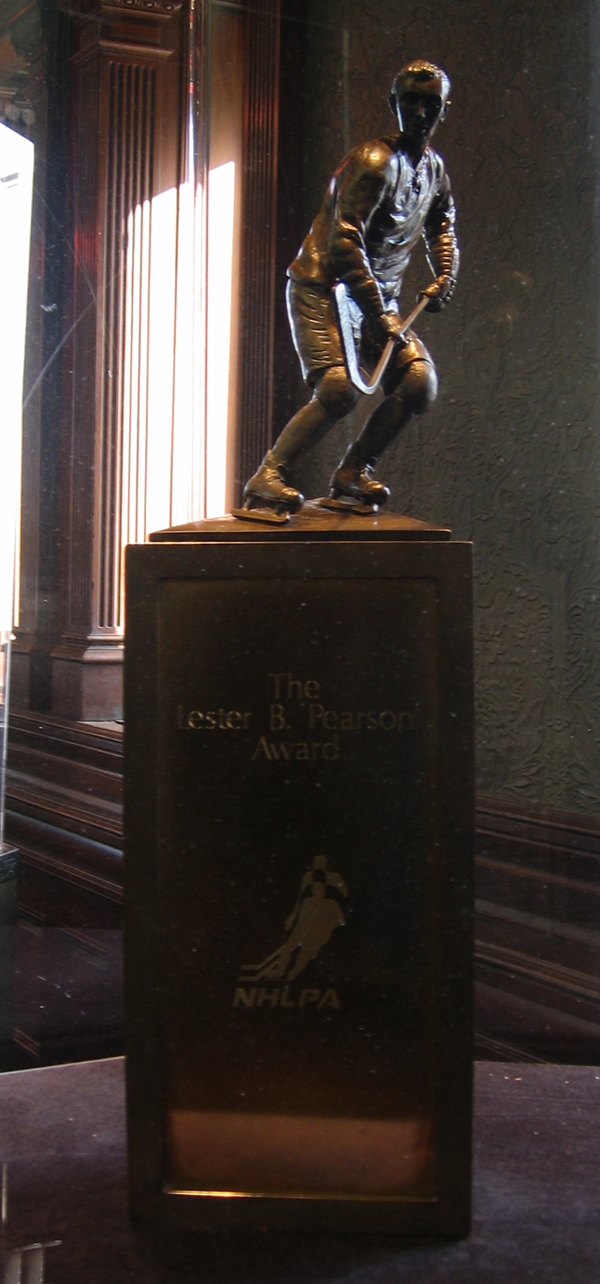
Le trophée Lester-B.-Pearson que Steve Yzerman remporte en 1989.

Il veut revenir à temps pour les séries éliminatoires mais va devoir néanmoins patienter. Il manque le début des séries et ne peut jouer que 3 matchs, où il marque 4 points. Détroit se fait une fois de plus battre en finale de conférence par les Oilers d'Edmonton en cinq manches après avoir dominé les Maple Leafs de Toronto en six matchs et les Blues de Saint-Louis en cinq. Avant sa blessure, il a participé à son deuxième Matchs des étoiles.
Yzerman passe encore un échelon lors de la saison suivante. Il réussit sa meilleure performance en carrière en inscrivant 155 points (65 buts et 90 passes) en 80 matchs, devenant après Phil Esposito, Wayne Gretzky et Mario Lemieux, le quatrième joueur à marquer plus de 150 points en une saison. Il devance son coéquipier de la première ligne d'attaque des Wings, Gerard Gallant. Il bat son record de points, de buts et de passes décisives, des records qu'il ne bat ensuite plus. Il inscrit au moins un point sur 70 des 80 matchs joués. Si Détroit a fait une bonne saison régulière, l'équipe se fait sortir dès le premier tour des séries par les Blackhawks en six manches. En six matchs, il parvient tout de même à inscrire 10 points. Avec ses performances il est qualifié pour le Match des étoiles de 1989. Il est aussi sélectionné pour le trophée Hart, de meilleur joueur de l'année, et a la possibilité de succéder à Gordie Howe dernier récipiendaire du trophée des Wings en 1963. Mais il ne termine que troisième, derrière Mario Lemieux auteur, lui aussi, d'une remarquable saison avec 199 points. Yzerman se console avec le trophée Lester-B.-Pearson, trophée remis au meilleur joueur de la Ligue nationale choisi par ses pairs par le vote de l'Association des joueurs de la Ligue nationale de hockey.
Si la saison 1989-1990 est toujours très prolifique en points pour Yzerman, les Wings, souffrent et terminent loin au classement, ne se qualifiant pas pour les séries. À titre individuel la saison de Yzerman a été très bonne avec 127 points (62 buts et 65 passes) en 79 matchs. Il est à ce moment-là seulement le sixième joueur de l'histoire à avoir marqué plus de 60 buts sur deux saisons de suite et le premier de l'histoire des Wings. Une fois de plus il participe au Match des étoiles, mais cette saison est la dernière avec Demers comme entraîneur.
Demers remplacé par Bryan Murray, Détroit retrouve les séries alors qu'Yzerman inscrit plus de 100 points pour la quatrième saison de suite. Yzerman peut compter sur des nouveaux coéquipiers talentueux venant du continent européen, à l'image de Sergueï Fiodorov et Nicklas Lidström. Mais pourtant Détroit se fait éliminer par les Blues de Saint-Louis 4 manches à 3. Lors de ces séries il marque 6 points (3 buts et 3 passes) en 7 matchs.
La saison suivante, les Wings passent le premier tour en dominant les North Stars du Minnesota 4 rencontres à 3 mais se font sortir par les Blackhawks de Chicago en 4 manches sèches. En 11 matchs, Yzerman marque 8 points (3 buts et 5 passes).
En 1992-1993 Détroit se fait sortir dès le premier tour par les Maple Leafs de Toronto sur la marque de 4 à 3. Yzerman inscrit 7 points (4 buts et 3 passes) en autant de rencontres.
Lors de ces deux dernières saisons régulières, Yzerman passe encore la barre des 100 points. D'ailleurs lors de la saison 1992-1993 il réussit cette performance pour la sixième et dernière fois. Le 13 novembre 1992, face aux Penguins de Pittsburgh, il inscrit son 400e but en carrière, et lors de la même saison, le 24 février 1993, face aux Sabres de Buffalo, il marque son 1 000e point lors de sa 737e rencontre. Il est le 37e joueur de l'histoire de la LNH à franchir cette marque et seulement le troisième des Red Wings de Détroit après Gordie Howe et Alex Delvecchio. Il participe aussi pour la quatrième fois consécutive au Match des étoiles. Malgré tout, les Wings n'arrivent pas à faire mieux que le second tour des séries éliminatoires.

#### Les premières années Bowman

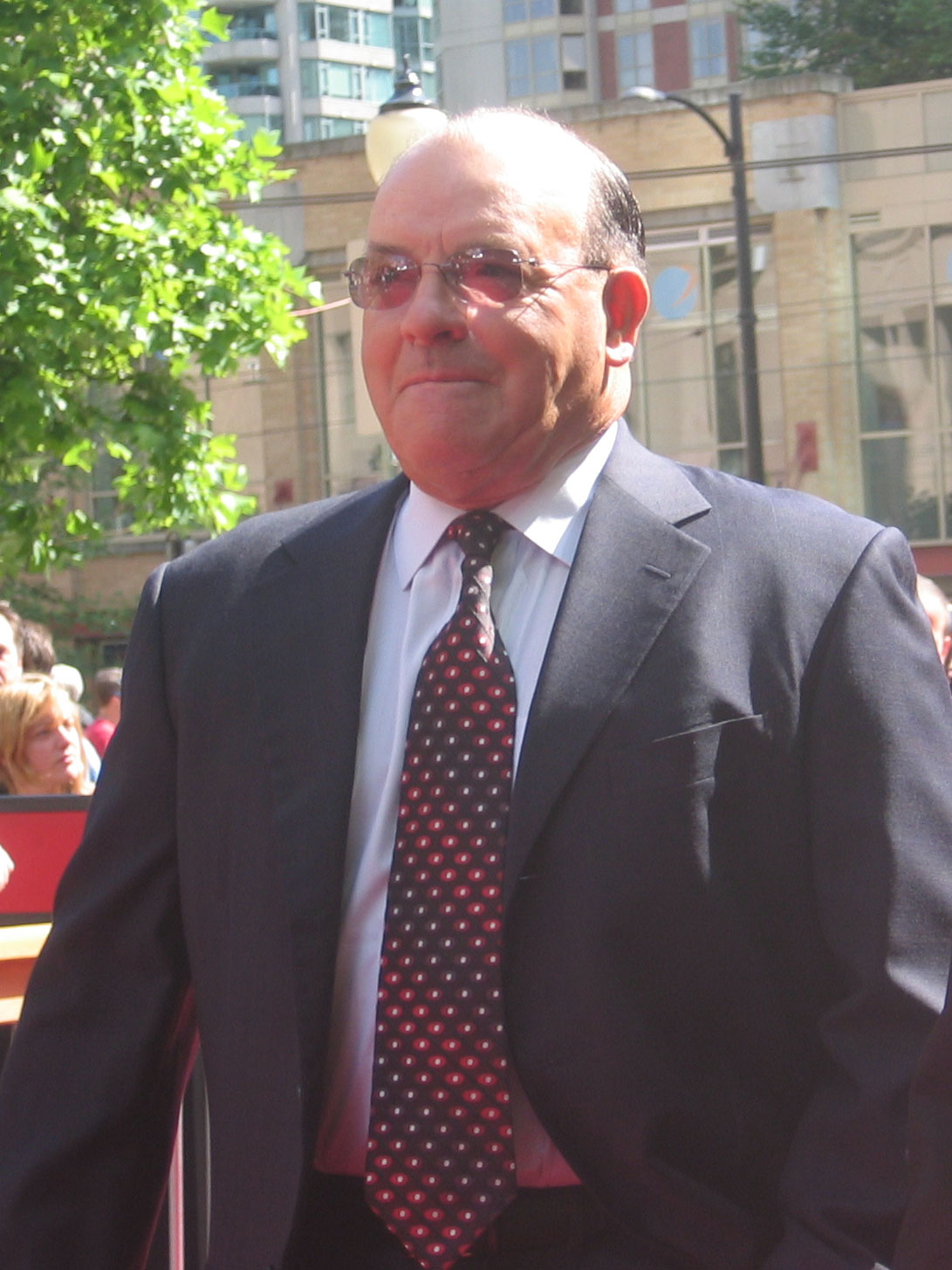
Scotty Bowman entraîneur de Steve Yzerman entre 1993 et 2008.

En 1993, Brian Murray, en manque de résultats, laisse sa place d'entraîneur à l'un des plus grands dans ce domaine : Scotty Bowman. L’entraîneur-chef avec le plus de victoires dans l’histoire de la Ligue nationale de hockey, reprend l’équipe et va chercher Slava Fetisov, Igor Larionov, Mike Vernon, Brendan Shanahan et Larry Murphy ; sa mission est simple : ramener Détroit en finale de la Coupe Stanley, ce qui ne s'est pas vu depuis 1966.
Pour cela Bowman compte beaucoup sur son capitaine. Pour la première saison ensemble, l'alchimie joueur / entraîneur fonctionne bien. Néanmoins l'équipe, qui marche bien en saison régulière, souffre beaucoup les séries venues. En 1994 Détroit se fait sortir au premier tour en 7 manches par les Sharks de San José. Pour Yzerman un problème semble l'embêter de plus en plus. En effet, il souffre de plus en plus de difficultés de santé, notamment au genou. Mais c'est un problème au niveau d'un disque qui l'éloigne des patinoires pour plusieurs mois. Ainsi, il ne peut jouer que trois des sept rencontres de son équipe lors de ces séries. Il marque tout de même 4 points (1 but et 3 passes). Lors de cette saison, il joue souvent au poste d'ailier gauche aligné avec Keith Primeau et Ray Sheppard.
Pour la saison 1994-1995, Yzerman retrouve sa santé et espère participer à la reconstruction de l'équipe entamée par Bowman et ses nouveaux joueurs européens. Bowman compte beaucoup sur Yzerman.

« Je pense qu'une équipe ne peut progresser qu'avec un grand capitaine, un vrai leader sur et en dehors de la glace. Stevie a montré ses qualités de joueur, il doit maintenant montrer ses qualités de leader. Avec lui je pense que Détroit peut gagner, car Stevie en est capable de jouer ce rôle. »

— Scotty Bowman.
La saison 1994-1995 est très particulière. En effet, une grève des joueurs bloque la première partie de saison, Yzerman peut alors se préparer au mieux et soigner ses douleurs : au terme de la saison précédente, il s'est fait opérer pour retirer le disque infecté. Ce lock-out est presque une aubaine pour lui.
Après une bonne saison, les Wings atteignent les séries et Yzerman retrouve ses sensations mais doit manquer quelques matchs. En 15 matchs il marque 12 points (4 buts et 8 passes). Détroit arrive en finale après avoir dominé les Stars de Dallas 4 victoires à 1, les Sharks de San José en quatre manches et les Blackhawks de Chicago 4 rencontres à 1, mais lors de la finale Détroit va se faire balayer en quatre matchs par les Devils du New Jersey de Martin Brodeur, ce qui est une véritable déception pour Yzerman. Il se console avec le Trophée des présidents de la meilleure équipe en saison régulière.
L'année suivante Yzerman et les Wings espèrent décrocher le titre suprême. Au-delà du titre, Stevie veut retrouver ses statistiques d'antan. Car depuis quelques saisons, il voit baisser ses chiffres personnels. La saison 1995-1996 va le rassurer sur son niveau. Il termine cette année avec 95 points (36 buts et 59 passes) en 80 matchs. Sa victoire personnelle vient du fait qu'il joue une saison complète sans embûches physiques. À Détroit, seul Sergueï Fiodorov a de meilleures statistiques sur la saison avec ses 107 points.
Le 17 janvier 1996, face à l'Avalanche du Colorado et Patrick Roy, Yzerman inscrit son 500e but en carrière et Détroit s'impose 3 buts à 2. Grâce à ce but, marqué en supériorité numérique, Yzerman devient le 22e joueur de l'histoire à passer cette marque. Le 21 novembre 1996, face aux Sharks de San José, Yzerman inscrit son 1 282e point en carrière, devenant le deuxième meilleur marqueur de la franchise derrière Gordie Howe mais devançant Alex Delvecchio. Grâce au duo Yzerman / Fiodorov, les Wings battent le record du plus grand nombre de victoires et de points en une saison avec 62 succès et 131 points, remportant au passage un deuxième Trophée des présidents de suite. Favorite lors des séries, Détroit va pourtant se faire surprendre par l'Avalanche du Colorado en finale de conférence. Les Wings écartent les Jets de Winnipeg 4 succès à 2 puis les Blues de Saint-Louis 4 manches à 3 avant, donc, de se faire dominer par l'Avalanche 4 victoires à 2.
Yzerman va se faire pourtant remarquer lors de ces séries notamment en demi-finale de conférence face aux Blues. En effet, en seconde période des prolongations, lors du 7e match de la confrontation Détroit-Saint-Louis, et alors que la marque est toujours de 0 à 0 entre les deux équipes, Yzerman décoche un puissant tir de la ligne bleue qui surprend le gardien des Blues, Jon Casey, et amène les Red Wings en finale de la conférence Ouest qu'ils perdent donc face à Colorado. Yzerman marque 20 points (8 buts et 12 passes) en 18 matchs lors de ces séries.

#### Coupe Stanley: le doublé

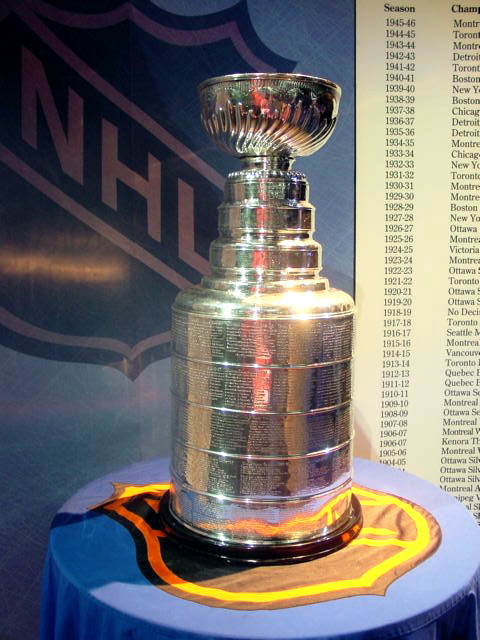
La Coupe Stanley que Yzerman soulève en 1997 et 1998.

Après un nouvel échec, Bowman fait appel à Brendan Shanahan. Shanahan, en provenance des Whalers de Hartford, va vite devenir le nouveau coéquipier de luxe pour Yzerman et ils vont vite former un duo très craint dans la ligue. D'ailleurs avec 87 points pour Shanahan et 85 pour Yzerman, le duo occupe les deux premières places des meilleurs marqueurs de la franchise du Michigan.
Le 19 février 1997, face aux Flames de Calgary, Yzerman joue son 1 000e match en carrière. Grâce au duo Yzerman/Shanahan, les Wings réalisent une saison remarquable, terminant second de la division centrale, derrière les Stars de Dallas, et troisième de l'association de l'Ouest devancés par l'Avalanche du Colorado. Avec un bilan de 38 victoires, 26 défaites et 18 nuls, les Wings sont candidats pour le titre. Détroit écarte au premier tour les Blues de Saint-Louis 4 victoires à 2 avant de vaincre en quatre manches les Mighty Ducks d'Anaheim. En finale de conférence, les Wings affrontent leur nouvelle équipe rivale de la ligue nationale : l'Avalanche du Colorado. Un match particulier, puisque le 26 mars 1997 une bagarre devenue « légendaire » éclate entre les deux équipes. Détroit élimine Colorado 4 succès à 2 et se retrouve en finale face aux Flyers de Philadelphie. Le duo Yzerman-Shanahan, la « Grind Line » et les « Russian Five » viennent facilement à bout des Flyers d'Eric Lindros et John LeClair. En quatre matchs, Yzerman remporte sa première Coupe Stanley.
En tant que capitaine, il a l'honneur de soulever la coupe et est particulièrement ému lors de la conférence de presse d'après match. Lors de cette saison, Yzerman participe à son huitième Matchs des étoiles.
L'équipe reste inchangée pour la saison 1997-1998, néanmoins un drame va toucher Yzerman. Le titre de 1997 fut assombri par un grave accident automobile, au lendemain du titre, laissant des séquelles permanentes à Vladimir Konstantinov et Sergei Manatsakanov, le thérapeute de l'équipe. Vladimir Konstantinov souffrait de dommages irréversibles au cerveau. À l'image de l'effectif, Yzerman est secoué par ce drame.
La saison est une fois de plus de qualité pour Détroit : avec un bilan de 44 victoires, 23 défaites et 15 nuls, l'équipe termine à la seconde place de la conférence Ouest et de la division centrale derrière les Stars de Dallas. Les séries éliminatoires arrivant, les Wings veulent défendre leur titre de champion et viennent à bout des Coyotes de Phoenix en six matchs lors du premier tour avant d'écarter les Blues de Saint-Louis et les Stars de Dallas, eux aussi, en six manches. À l'image du Colorado, Dallas est devenu depuis quelques saisons un rival des Wings. En finale Détroit affronte les Capitals de Washington. Les Wings s'imposent en quatre manches nettes et remportent leur deuxième coupe Stanley consécutive. Lors de la remise de la coupe, Konstantinov vient en chaise roulante sur la glace pour pouvoir toucher la coupe Stanley que Yzerman lui remettra.
Cette saison Yzerman termine meilleur marqueur de la franchise avec seulement 69 points (25 buts et 45 passes) en 75 matchs. C'est en séries qu'il réussit un grand coup en inscrivant 24 points (6 buts et 18 passes) en 22 matchs, des statistiques qui permettent à Yzerman de décrocher le trophée Conn-Smythe de MVP des séries éliminatoires.

#### De 1998 à 2001

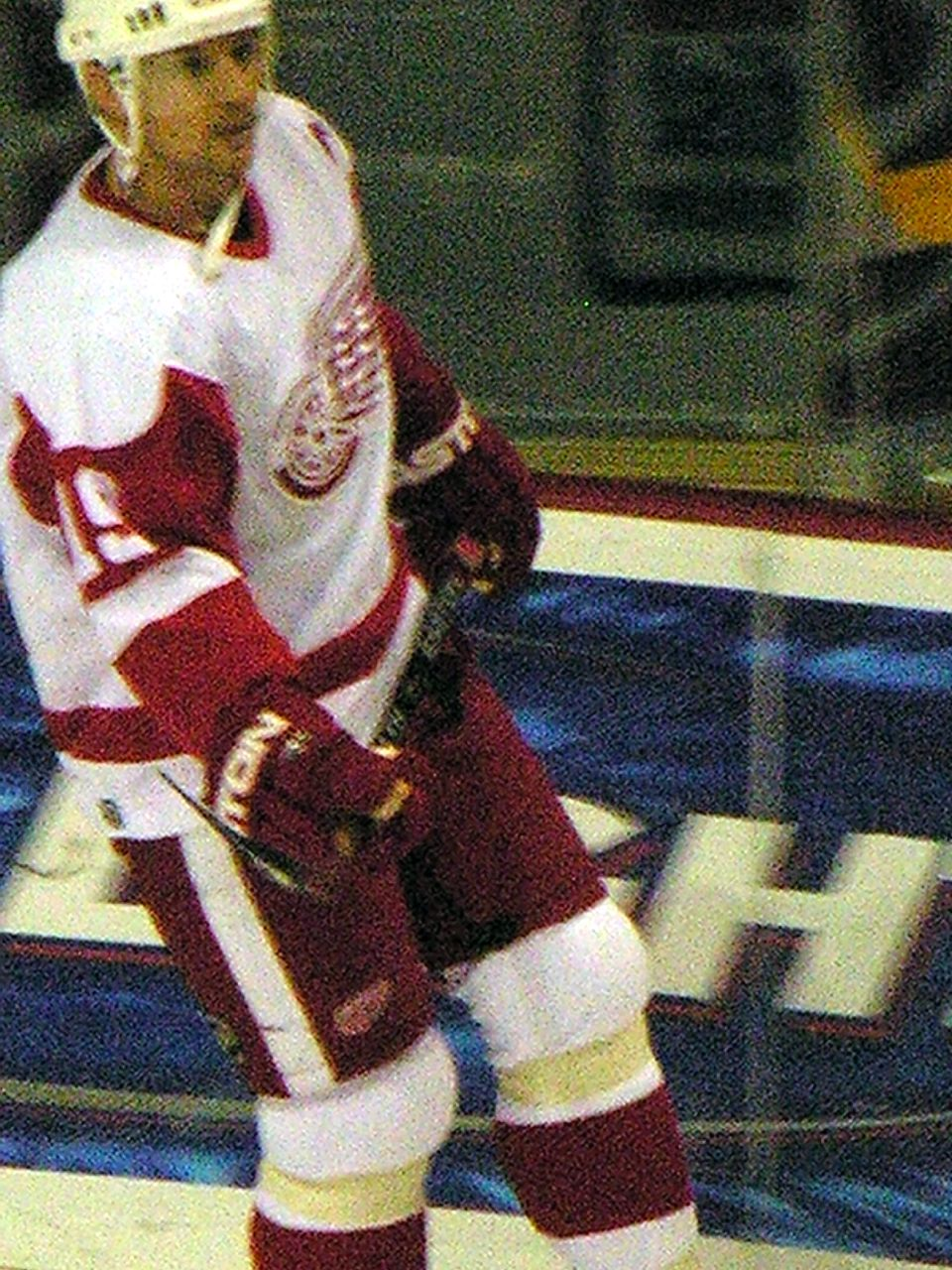
Steve Yzerman.

Au lendemain du doublé, les Wings font figure d'épouvantail dans la ligue nationale. Les Wings remportent leur division centrale devant les Blackhawks de Chicago et terminent troisième de leur conférence derrière les Stars de Dallas et l'Avalanche du Colorado. Après leur succès en séries face aux Mighty Ducks d'Anaheim en quatre matchs, les Wings sont dominés par Colorado au tour suivant 4 matchs à 2. Au cours de la saison régulière, Yzerman inscrit 74 points (29 buts et 45 passes) en 80 matchs, terminant de nouveau au premier rang des marqueurs des Wings. En séries il marque 13 points (9 buts et 4 passes) en 10 matchs. Avec ses bonnes statistiques, Steve Yzerman participe à son neuvième Matchs des étoiles.
En 1999-2000, Steve Yzerman continue à dominer les compteurs de la franchise avec 79 points (35 buts et 44 passes) en 78 matchs, devançant Brendan Shanahan d'un petit point. Détroit termine second de sa division et de sa conférence derrière les Blues de Saint-Louis. En séries, Détroit élimine les Kings de Los Angeles en quatre manches mais se fait sortir de nouveau par l'Avalanche du Colorado 4 victoires à 2. Dans ces séries, il marque seulement 4 passes décisives en 5 matchs.
Le 20 novembre 1999, face aux Oilers d'Edmonton, Yzerman entre dans le cercle très fermé des joueurs ayant marqué 1 500 points en carrière. Toujours opposé aux Oilers, le 26 novembre 1999, il marque son 600e but en carrière.
Yzerman participe en 2000 à son dixième, et dernier, match des étoiles. Il remporte cette même année son second trophée personnel, le trophée Frank-J.-Selke remis au meilleur attaquant ayant démontré le plus de compétence défensive, choisi par l'Association de Presse de Hockey Professionnelle. Yzerman démontre, en effet, depuis plusieurs saisons des qualités défensives qui font de lui l'un des tout meilleurs centres de la ligue nationale.
Embêté par des problèmes de genou, Yzerman ne joue que 54 matchs en 2000-2001. Il inscrit 52 points (18 buts et 34 passes) en saison régulière et ne marque aucun point en séries où il ne joue qu'une rencontre. En son absence les Wings se font sortir dès le premier tour en six manches par les Kings de Los Angeles.

#### La coupe Stanley de 2002
En 2001-2002 les Red Wings construisent une équipe de très haut niveau. Dans les cages, Détroit recrute Dominik Hašek des Sabres de Buffalo, puis en attaque Brett Hull des Stars de Dallas, qui étaient tous deux sur le marché des joueurs autonomes en 2001. Sans oublier Luc Robitaille des Kings de Los Angeles. 

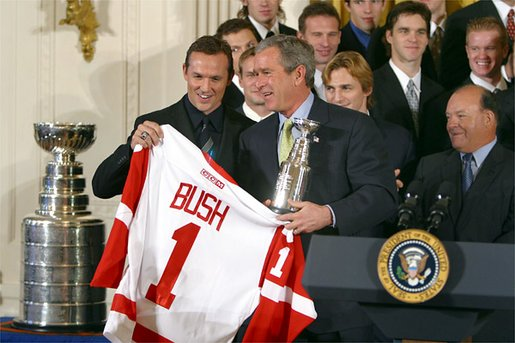
Le président George Bush accueillant, à la Maison-Blanche, l'équipe victorieuse et son capitaine en 2002.

En comptant, en plus, sur ses valeurs sûres (Lidström, Fiodorov, Shanahan, Osgood…) et entraîné par l'un des meilleurs techniciens de l'histoire, Détroit et Yzerman pouvaient difficilement ne pas glaner une dixième coupe Stanley, non sans avoir dominé de nouveau la saison régulière.
Détroit remporte le Trophée des présidents de meilleure équipe de la ligue en saison régulière avec un bilan de 51 victoires, 21 défaites (dont celles en prolongation) et 10 nuls. En séries éliminatoires, les Wings vont atteindre la finale en écartant les Canucks de Vancouver 4 à 2, les Blues de Saint-Louis 4 à 1 et l'Avalanche du Colorado en sept matchs. En finale, Détroit affronte les Hurricanes de la Caroline. Les Red Wings remportent facilement cette finale 4 succès à 1 et Yzerman peut soulever sa troisième coupe Stanley. Il est auteur d'une bonne saison en marquant 48 points (13 buts et 35 passes) en seulement 52 matchs. Lors des séries, il termine meilleur marqueur de la franchise avec 23 points (6 buts et 17 passes) en 23 matchs. Le 20 janvier 2002, face aux Sénateurs d'Ottawa, il inscrit sa 1 000e passe décisive.
Cette saison est particulière pour Stevie, car embêté par ses problèmes de genou, il découvre lors des Jeux olympiques de Salt Lake city en 2002, après une IRM, qu'il n'a pratiquement plus aucun cartilage sain dans son genou droit. Malgré les douleurs vives il reprend le jeu pour réussir des play-off remarquables.
Au vu de ses performances, Yzerman part favori pour remporter le trophée Conn-Smythe, mais finalement c'est Nicklas Lidström qui est le lauréat.

« Je n'ai jamais vu ça à l'époque. J'ai vu des joueurs immobilisés pour le même genre de problème de genou. Mais lui, il mettait de la glace dessus et continuait à jouer. Il disait qu'il ne pouvait endommager davantage son genou. Ça prend beaucoup de courage pour faire ce qu'il a fait, c'est certain. Mais un jour il ne pourra plus ! »

— Scotty Bowman à propos de la blessure au genou de Steve Yzerman.
Scotty Bowman prend sa retraite au terme de la saison, faisant du duo Yzerman / Bowman l'un des duos entraîneur / joueur les plus marquants de ces dernières années.
En remportant, cette année-là, les Jeux olympiques, Steve Yzerman devient le troisième joueur de l'histoire, avec Brendan Shanahan et Ken Morrow, à remporter la même année la coupe Stanley et la médaille d'or olympique.

#### De 2002 à 2006
À la suite du départ de Bowman, Dave Lewis reprend le poste d'entraîneur de l'équipe. La saison 2002-2003 est une saison noire pour Yzerman. Poussant la saison précédente son genou aux limites du raisonnable, il doit se mettre à l'arrêt une bonne partie de la saison.

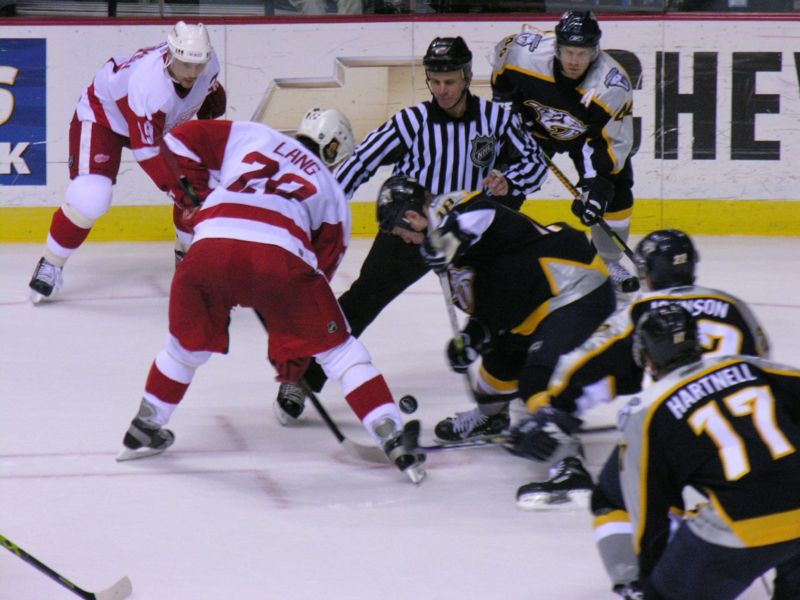
Les Red Wings de Détroit contre les Predators de Nashville lors d'une rencontre en 2006. En arrière-plan, Steve Yzerman laisse Robert Lang jouer la remise en jeu.

Il va subir une ostéotomie, opération chirurgicale qui consiste à faire un réalignement du genou en réparant le cartilage. Il ne joue donc que 16 matchs inscrivant 8 points (2 buts et 6 passes) en saison régulière. En série il arrive à jouer l'ensemble des matchs et inscrit une passe décisive. Les Wings se font sortir dès le premier tour par les Mighty Ducks d'Anaheim en quatre manches. Pour son courage et sa persévérance, il reçoit finalement le trophée Bill-Masterton remis par la Ligue nationale de hockey au joueur de hockey sur glace ayant démontré le plus de qualité, de persévérance et d'esprit d'équipe.
Soigné, Yzerman revient au jeu pour la saison 2003-2004 et va contribuer à la bonne saison des Red Wings qui remportent le Trophée des présidents de la meilleure équipe en saison régulière, le quatrième de Yzerman. Il inscrit 51 points (18 buts et 33 passes) en 75 matchs. Il est devancé au classement de la franchise par Pavel Datsiouk, Brett Hull et Brendan Shanahan. En séries éliminatoires, les Wings dominent au premier tour les Predators de Nashville en six rencontres mais sont écartés par les Flames de Calgary en également six manches. Yzerman inscrit 5 points (3 buts et 2 passes) en 11 rencontres.
En 2004, les dirigeants de la LNH et les représentants de l'Association des joueurs ne parviennent pas à s'entendre sur une nouvelle convention collective, le 15 septembre, Gary Bettman, commissaire de la ligue prend la décision de déclarer un lock-out : le 16 février 2005, lors d'une conférence de presse tenue à New York, Bettman annonce officiellement l'annulation complète de la saison 2004-2005, faute d'en venir à une entente entre les deux parties. Steve Yzerman, pense pouvoir se reposer et soigner son genou et comme dix ans plus tôt ce lock-out s'avère être une aubaine pour lui.
La saison 2005-2006 se passe très bien pour les Red Wings qui remportent une nouvelle fois le Trophée des présidents avec un bilan de 58 victoires et 21 défaites. Lors de la saison régulière, Steve Yzerman inscrit 34 points (14 buts et 20 passes) en 61 matchs. En séries éliminatoires, les Wings sont éliminés en six manches, dès le premier tour, par les Oilers d'Edmonton. Yzerman inscrit quatre passes décisives en autant de rencontres mais de plus en plus gêné par son genou droit, son dos et âgé de 41 ans, il pense arrêter sa carrière. À la fin de la saison il annonce sa retraite.

#### Retraite et bilan

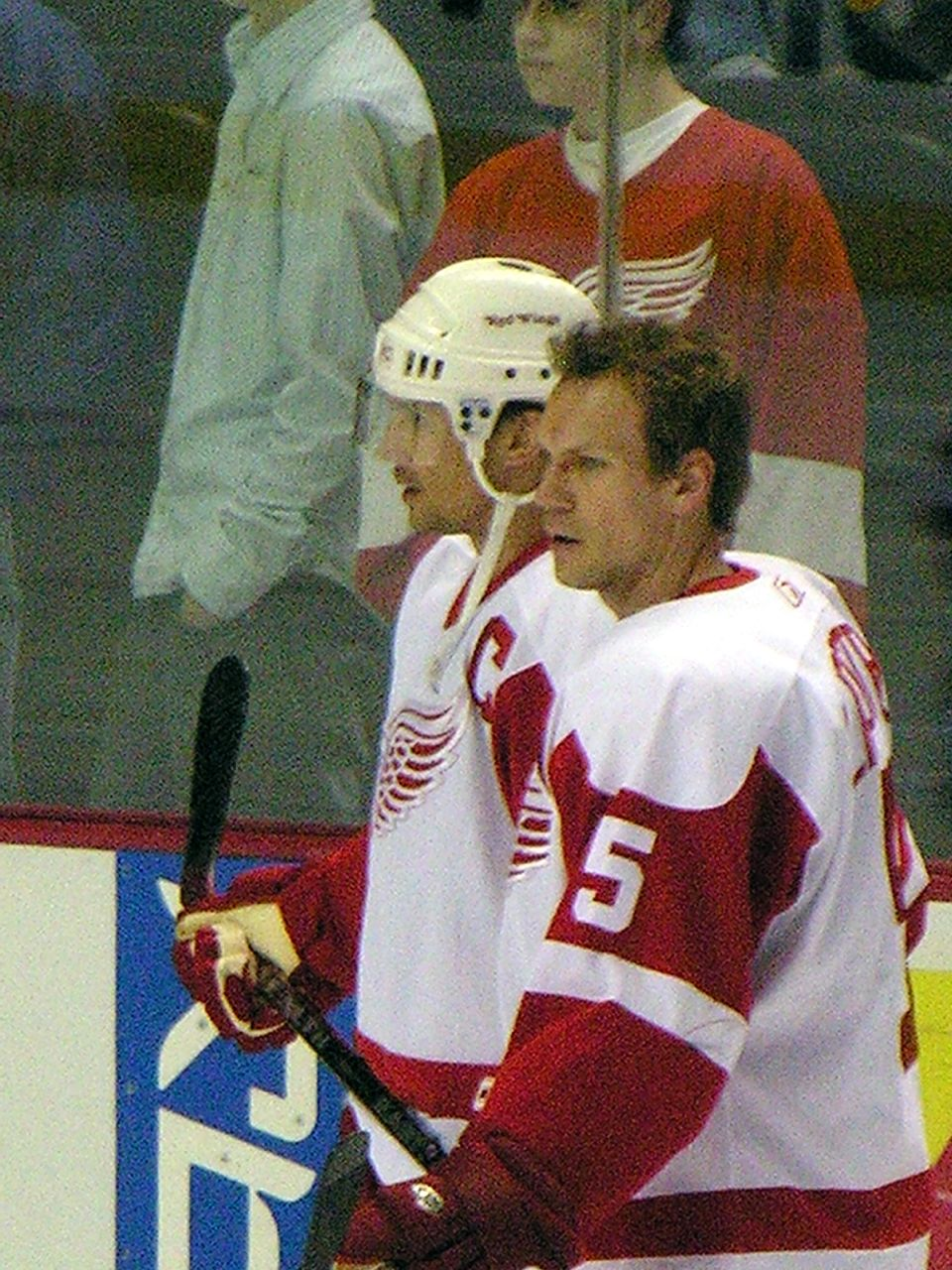
Passation de pouvoir entre Nicklas Lidström, devenu capitaine des Red Wings de Détroit, et Steve Yzerman.

Le lundi 3 juillet 2006, Steve Yzerman convoque la presse à la Joe Louis Arena. Il revient sur sa saison, ses problèmes de santé et après avoir parlé pendant quelques minutes, il prononce le mot retraite.
« J'ai eu une carrière formidable. Ça va réellement me manquer », a-t-il confié lors de cette conférence, « j'ai cessé de croire que ma santé allait s'améliorer » rajoute-t-il avant de conclure qu'il pensait, lors de la dernière saison, que c'était sa dernière, mais qu'il a jonglé avec l'idée de revenir pour une 23e saison au cours des derniers mois.
Vingt ans de capitanat pour 22 années jouées dans la même équipe, ce qui est un record de la Ligue nationale de hockey mais aussi des sports collectifs majeurs américain, l'une des qualités qui convient à Steve Yzerman est bien la fidélité. Il y a bien eu plusieurs rumeurs d'échange à son égard, mais il reste toute sa carrière fidèle aux Red Wings.

« Plusieurs choses doivent arriver pour qu'un gars reste longtemps dans la même ville. J'ai failli être échangé à quelques reprises. »

— Steve Yzerman.
Il laisse ainsi le titre de capitaine à Nicklas Lidström, qui était son vice-capitaine depuis quelques années déjà.
Steve Yzerman n'a jamais été le plus grand de la ligue, il ne put remporter beaucoup d'honneurs personnels, étant dans l'ombre de joueurs comme Mario Lemieux et Wayne Gretzky, mais il a toujours joué avec une passion que peu de joueurs avaient, autant à Détroit qu'en sélection canadienne, et il peut maintenant se retirer avec le sentiment de fierté et une place assurée au Temple de la renommée lors de la session de 2009.
Ses statistiques, en saison régulière, parlent d'elles-mêmes : 
| Rang    | Nom                                | Équipe(s) | Pts        | PPM        |
| ------- | ---------------------------------- | --- | ---------- | ---------- |
| 1       | Wayne Gretzky                      | Oilers d'Edmonton, Kings de Los Angeles, Blues de Saint-Louis, Rangers de New York                                      | 2 857      | 1,92       |
| ------- | ---------------------------------- | --- | ---------- | ---------- |
| 5       | Marcel Dionne                      | Red Wings de Détroit, Kings de Los Angeles, Rangers de New York                                                         | 1 771      | 1,31       |
| 6       | Steve Yzerman                      | Red Wings de Détroit | 1 755      | 1,16       |
| 7       | Mario Lemieux                      | Penguins de Pittsburgh                                                                                                  | 1 723      | 1,88       |

| Rang    | Nom                                | Équipe(s) | Buts       | BPM        |
| ------- | ---------------------------------- | --- | ---------- | ---------- |
| 1       | Wayne Gretzky                      | Oilers d'Edmonton, Kings de Los Angeles, Blues de Saint-Louis, Rangers de New York                                      | 894        | 0,60       |
| ------- | ---------------------------------- | --- | ---------- | ---------- |
| 7       | Mark Messier                       | Oilers d'Edmonton, Rangers de New York, Canucks de Vancouver                                                            | 694        | 0,39       |
| 8       | Steve Yzerman                      | Red Wings de Détroit | 692        | 0,46       |
| 9       | Mario Lemieux                      | Penguins de Pittsburgh                                                                                                  | 690        | 0,75       |

| Rang    | Nom                                | Équipe(s) | Passes     | PPM        |
| ------- | ---------------------------------- | --- | ---------- | ---------- |
| 1       | Wayne Gretzky                      | Oilers d'Edmonton, Kings de Los Angeles, Blues de Saint-Louis, Rangers de New York                                      | 1 963      | 1,32       |
| ------- | ---------------------------------- | --- | ---------- | ---------- |
| 6       | Adam Oates                         | Red Wings de Détroit, Blues de Saint-Louis, Bruins de Boston…                                                           | 1 079      | 0,81       |
| 7       | Steve Yzerman                      | Red Wings de Détroit | 1 063      | 0,70       |
| 8       | Gordie Howe                        | Red Wings de Détroit, Whalers de Hartford                                                                               | 1 049      | 0,59       |

| Rang    | Nom                                | Équipe(s)                                                                                  | Matchs     |
| ------- | ---------------------------------- | ------------------------------------------------------------------------------------------ | ---------- |
| 1       | Gordie Howe                        | Red Wings de Détroit, Whalers de Hartford                                                  | 1 767      |
| ------- | ---------------------------------- | ------------------------------------------------------------------------------------------ | ---------- |
| 10      | Johnny Bucyk                       | Red Wings de Détroit, Bruins de Boston                                                     | 1 540      |
| 11      | Steve Yzerman                      | Red Wings de Détroit                                                                       | 1 514      |
| 12      | Phil Housley                       | Sabres de Buffalo, Jets de Winnipeg, Blues de Saint-Louis…                                 | 1 495      |

### Statistiques en club
Pour la signification des abréviations, voir statistiques du hockey sur glace.
| Saison     | Équipe                | Ligue      |       | Saison régulière | Saison régulière | Saison régulière | Saison régulière | Saison régulière |    | Séries éliminatoires | Séries éliminatoires | Séries éliminatoires | Séries éliminatoires | Séries éliminatoires |
| Saison     | Équipe                | Ligue      | PJ    | B                | A                | Pts              | Pun              | PJ               | B  | A                    | Pts                  | Pun                  |                      |                      |
| 1981-1982  | Petes de Peterborough | LHO        | 58    | 21               | 43               | 64               | 65               | 6                | 0  | 1                    | 1                    | 16                   |                      |                      |
| 1982-1983  | Petes de Peterborough | LHO        | 56    | 42               | 49               | 91               | 33               | 4                | 1  | 4                    | 5                    | 0                    |                      |                      |
| 1983-1984  | Red Wings de Détroit  | LNH        | 80    | 39               | 48               | 87               | 33               | 4                | 3  | 3                    | 6                    | 0                    |                      |                      |
| 1984-1985  | Red Wings de Détroit  | LNH        | 80    | 30               | 59               | 89               | 58               | 3                | 2  | 1                    | 3                    | 2                    |                      |                      |
| 1985-1986  | Red Wings de Détroit  | LNH        | 51    | 14               | 28               | 42               | 16               | -                | -  | -                    | -                    | -                    |                      |                      |
| 1986-1987  | Red Wings de Détroit  | LNH        | 80    | 31               | 59               | 90               | 43               | 16               | 5  | 13                   | 18                   | 8                    |                      |                      |
| 1987-1988  | Red Wings de Détroit  | LNH        | 64    | 50               | 52               | 102              | 44               | 3                | 1  | 3                    | 4                    | 6                    |                      |                      |
| 1988-1989  | Red Wings de Détroit  | LNH        | 80    | 65               | 90               | 155              | 61               | 6                | 5  | 5                    | 10                   | 2                    |                      |                      |
| 1989-1990  | Red Wings de Détroit  | LNH        | 79    | 62               | 65               | 127              | 79               | -                | -  | -                    | -                    | -                    |                      |                      |
| 1990-1991  | Red Wings de Détroit  | LNH        | 80    | 51               | 57               | 108              | 34               | 7                | 3  | 3                    | 6                    | 4                    |                      |                      |
| 1991-1992  | Red Wings de Détroit  | LNH        | 79    | 45               | 58               | 103              | 64               | 11               | 3  | 5                    | 8                    | 12                   |                      |                      |
| 1992-1993  | Red Wings de Détroit  | LNH        | 84    | 58               | 79               | 137              | 44               | 7                | 4  | 3                    | 7                    | 4                    |                      |                      |
| 1993-1994  | Red Wings de Détroit  | LNH        | 58    | 24               | 58               | 82               | 36               | 3                | 1  | 3                    | 4                    | 0                    |                      |                      |
| 1994-1995  | Red Wings de Détroit  | LNH        | 47    | 12               | 26               | 38               | 40               | 15               | 4  | 8                    | 12                   | 0                    |                      |                      |
| 1995-1996  | Red Wings de Détroit  | LNH        | 80    | 36               | 59               | 95               | 64               | 18               | 8  | 12                   | 20                   | 4                    |                      |                      |
| 1996-1997  | Red Wings de Détroit  | LNH        | 81    | 22               | 63               | 85               | 78               | 20               | 7  | 6                    | 13                   | 4                    |                      |                      |
| 1997-1998  | Red Wings de Détroit  | LNH        | 75    | 24               | 45               | 69               | 46               | 22               | 6  | 18                   | 24                   | 22                   |                      |                      |
| 1998-1999  | Red Wings de Détroit  | LNH        | 80    | 29               | 45               | 74               | 42               | 10               | 9  | 4                    | 13                   | 0                    |                      |                      |
| 1999-2000  | Red Wings de Détroit  | LNH        | 78    | 35               | 44               | 79               | 34               | 8                | 0  | 4                    | 4                    | 0                    |                      |                      |
| 2000-2001  | Red Wings de Détroit  | LNH        | 54    | 18               | 34               | 52               | 18               | 1                | 0  | 0                    | 0                    | 0                    |                      |                      |
| 2001-2002  | Red Wings de Détroit  | LNH        | 52    | 13               | 35               | 48               | 18               | 23               | 6  | 17                   | 23                   | 10                   |                      |                      |
| 2002-2003  | Red Wings de Détroit  | LNH        | 16    | 2                | 6                | 8                | 8                | 4                | 0  | 1                    | 1                    | 2                    |                      |                      |
| 2003-2004  | Red Wings de Détroit  | LNH        | 75    | 18               | 33               | 51               | 46               | 11               | 3  | 2                    | 5                    | 0                    |                      |                      |
| 2005-2006  | Red Wings de Détroit  | LNH        | 61    | 14               | 20               | 34               | 18               | 4                | 0  | 4                    | 4                    | 4                    |                      |                      |
| Totaux LNH | Totaux LNH            | Totaux LNH | 1 514 | 692              | 1 063            | 1 755            | 924              | 196              | 70 | 115                  | 185                  | 84                   |                      |                      |

### Distinctions en LNH
Dans sa carrière Steve Yzerman a remporté des distinctions individuelles et collectives:
Coupe Stanley.
Récompense ultime de la Ligue nationale de hockey. Il couronne la meilleure équipe des séries éliminatoires.
- 1997 - 1998 - 2002

Trophée des présidents.
Ce trophée récompense la meilleure équipe de la saison. Le trophée est remis depuis la saison LNH 1985-1986 :
- 1995 - 1996 - 2002 - 2004 - 2006

Trophée Clarence-S.-Campbell.
En anglais, il se nomme le Clarence S.Campbell Bowl et est remis la première fois à la suite de l'expansion de la ligue en 1968 au champion de la division Ouest. Il récompense par la suite le champion de l'association Clarence Campbell pour la saison régulière (1975-1981), puis le champion de l'association Clarence Campbell mais cette fois pour les séries éliminatoires (1982-1993) et depuis, il récompense le champion de l'association de l'Ouest pour les séries éliminatoires :
- 1995 - 1997 - 1998 - 2002

Trophée Lester-B.-Pearson.
Une des récompenses les plus prestigieuses pour un joueur : le titre de meilleur joueur selon les autres joueurs (vote effectué au sein de l'Association des joueurs de la LNH). Le trophée est en l'honneur de Lester B. Pearson, Premier ministre du Canada de 1963 à 1968 et gagnant du prix Nobel de la paix. Le trophée est remis pour la première fois en 1971 :
- 1989

Trophée Conn-Smythe.
Ce trophée récompense le joueur le plus utile des séries éliminatoires depuis la saison 1964-1965. Le vote, réalisé par les journalistes, a lieu durant la deuxième période d'un match de la série finale de la Coupe Stanley. Si la série ne se termine pas à l'issue de ce match, les votes sont annulés et le vote recommence à la partie suivante. Le joueur gagnant n'est pas nécessairement dans l'équipe qui gagne la Coupe Stanley :
- 1998

Trophée Frank-J.-Selke.
Ce trophée mis en place en 1978 permet de récompenser l’attaquant aidant le plus sa défense et est nommé en l'honneur de Frank J. Selke, ancien directeur-gérant des Maple Leafs de Toronto et des Canadiens de Montréal. Le vainqueur est désigné par la presse :
- 2000

Trophée Bill-Masterton.
Cette récompense est remise au joueur ayant démontré le plus de qualité de persévérance et d’esprit d’équipe. Ce trophée rend hommage à Bill Masterton, un joueur des North Stars du Minnesota qui est mort le 15 janvier 1968 lors d'un match de la LNH. Le gagnant est choisi par les journalistes :
- 2003

Trophée Lester-Patrick.
Ce trophée est remis depuis 1966 à un individu ou à un groupe d’individus pour services rendus au hockey aux États-Unis. Les individus éligibles peuvent être des joueurs, des officiels, des entraîneurs, des membres de l’exécutif et des arbitres. Le comité de sélection est composé du Président de la LNH, d’un gouverneur de la LNH, un gouverneur représentant les Rangers de New York, un membre du Temple de la renommée dans la catégorie des bâtisseurs, un membre du Temple de la renommée du hockey américain, un membre de l’association des diffuseurs de la LNH et un membre de l’association des journalistes de la presse écrite de la LNH. En dehors du Président de la LNH, tous les autres membres du comité de sélection subissent une rotation annuelle :
- 2006

Match des étoiles de la LNH
Le Match des étoiles fait s'opposer deux équipes regroupant les meilleurs joueurs de la saison.
- 1984 - 1988 - 1989 - 1990 - 1991 - 1992 - 1993 - 1997 - 1999 - 2000

First All-Star Team
La première équipe d'étoiles est la sélection du meilleur joueur de la saison régulière à chaque poste.
- Centre en 2000

All-Rookie Team
Cette équipe regroupe les meilleurs débutants de la saison.
- 1984

### Honneurs
Le 2 novembre 1996, la ville de Nepean, célèbre et rend hommage à l'enfant du pays. En effet, elle renomme le Nepean Sportsplex's hockey rink, patinoire de Nepean, en Steve Yzerman Hockey Arena.

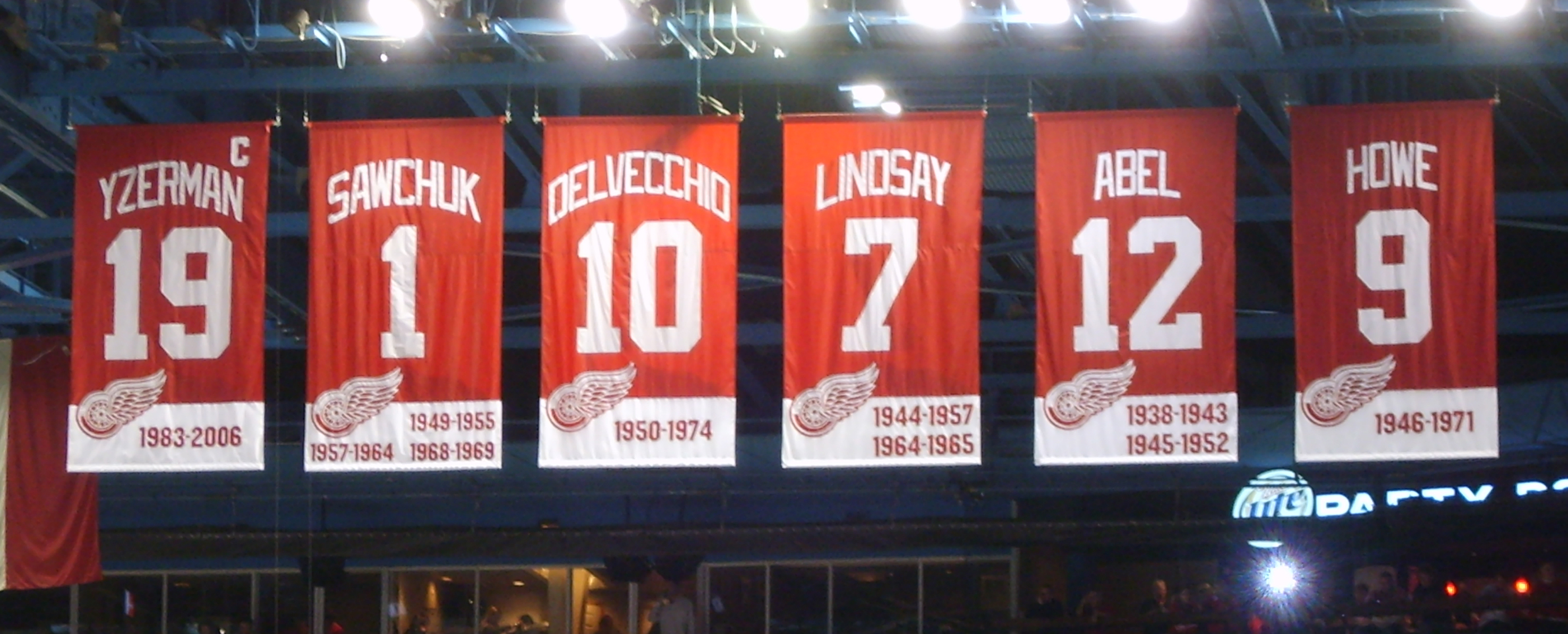
Les six maillots retirés des Red Wings de Détroit. À gauche celui de Steve Yzerman avec le fameux C.

Steve Yzerman reste, avec Gordie Howe, comme le joueur le plus marquant de l'histoire des Red Wings. Dans la Ligue nationale de hockey, les joueurs peuvent être honorés de plusieurs manières, l'une d'entre elles étant interne à l'équipe. Ainsi, il est de tradition, d'honorer un ancien joueur de l'effectif en décidant de retirer son numéro. Aucun autre joueur ne pourra alors porter le numéro en question et une réplique de son maillot est alors accrochée au plafond de la patinoire. À Détroit, après ceux de Terry Sawchuk, Ted Lindsay, Gordie Howe, Alex Delvecchio et Sid Abel, le maillot de Steve Yzerman fut retiré de la circulation le 3 janvier 2007 avec, fait rare, le C de capitaine dessus, comme pour lui rendre un dernier hommage.
Il reçut également les honneurs de la part du gouverneur du Michigan le 3 janvier 2007.
Pour lui rendre hommage, le magazine Sports Illustrated édite, le 3 juillet 2006, un numéro commémoratif consacré à Steve Yzerman qui fait la couverture, ce qui ne lui était jamais arrivé. Édité à 300 000 exemplaires, ce magazine de 84 pages s'est vendu au prix de 6,99 dollars.
Au terme de sa carrière, Yzerman reçoit le trophée Lester-Patrick pour service rendu au hockey sur glace. Les fans de Détroit ont également demandé à ce qu'une statue en bronze de Stevie soit érigée devant le Joe Louis Arena aussi vite que possible, à l'image de ce qui est prévu pour Gordie Howe.
En 2006, le propriétaire des Red Wings de Détroit, Mike Ilitch, nomme Steve Yzerman vice-président de la franchise.
Le 11 janvier 2007, il est intronisé au Panthéon des sports d'Ottawa et effectue, le lendemain, la mise en jeu du match opposant les Sénateurs aux Red Wings.
En 2014, il reçoit l'Ordre du hockey au Canada.

### Carrière internationale
Yzerman a été sélectionné à de nombreuses reprises pour représenter l'équipe du Canada. Il est ainsi appelé pour la première fois lors du championnat du monde junior de 1983. Il y remporte sa première médaille internationale, la médaille de bronze. Il y inscrit cinq points en sept matchs.
L'année suivante il joue la Coupe Canada avec les seniors, il joue quatre matchs mais ne marque aucun point et le Canada termine quatrième.
En 1985 il est sélectionné pour participer à son premier championnat du monde. Avec sept points en dix rencontres, il termine parmi les meilleurs marqueurs canadiens du tournoi, mais doit se contenter de la médaille d'argent. Le Canada est dominé en poule finale par la Tchécoslovaquie.
Il lui faut attendre 1989 et le championnat du monde pour retrouver la sélection du Canada. Lors de cette édition, il inscrit douze points en huit matchs, terminant le tournoi à la sixième place des meilleurs marqueurs. Le Canada termine deuxième de l'édition, dominé, en poule finale par l'URSS.
Le championnat du monde de 1990 est catastrophique pour le Canada. En effet, premier de leur poule au terme du premier tour, la sélection canadienne s'écroule lors de la poule finale, terminant quatrième et bonne dernière. Paradoxalement, au point de vue individuel, il s'agit de la meilleure compétition internationale jouée par Yzerman. Il inscrit 19 points en seulement 10 matchs et termine meilleur marqueur de ce championnat du monde.
À cause de nombreuses blessures et du fait que les épreuves du championnat du monde ont lieu pendant les séries de la LNH et que les Red Wings se qualifient chaque année pour celles-ci, il n'est plus sélectionné au sein de l'équipe nationale pour cette épreuve.

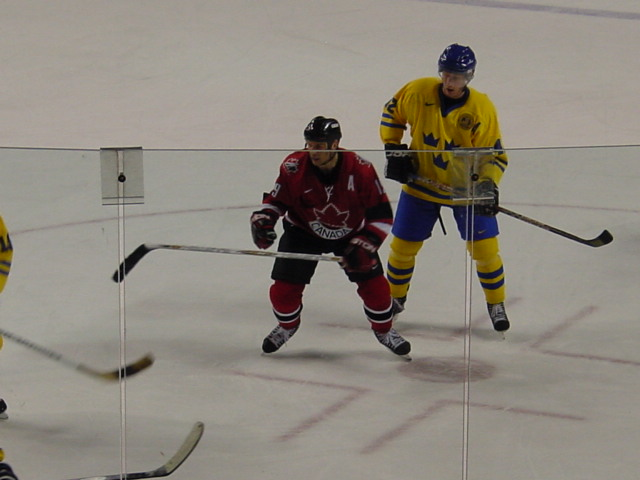
Steve Yzerman sous les couleurs du Canada lors des Jeux olympiques d'hiver de 2002.

Il attend 1996 et la coupe du monde pour retrouver la sélection du Canada. Il remporte la médaille d'argent, après la défaite face aux États-Unis en 3 trois matchs (2 victoires à 1), et termine le tournoi avec trois points en 6 matchs.
Si Yzerman a participé aux principales compétitions internationales, il reste qu'il n'a pas encore joué dans la plus prestigieuse d'entre elles, en l'occurrence, les Jeux olympiques. Et pour cause, les jeux ont lieu lors de la saison LNH et sont réservés aux joueurs amateurs de hockey sur glace. Mais pour l'édition de 1998 à Nagano, les joueurs de la LNH sont invités à participer au tournoi. Le Canada et les États-Unis arrivent avec la ferme intention de remporter la médaille d'or. Yzerman est sélectionné, quittant ainsi le Michigan pour un mois. Favori, le Canada emmené par Wayne Gretzky va pourtant connaître des jeux difficiles. Après avoir dominé sa poule et notamment les États-Unis 4 buts à 1, le Canada affronte en quart-de-finale la modeste sélection du Kazakhstan, que la Canada écarte sur la marque de 4 buts à 1. Confronté à la République tchèque en demi-finale, le Canada va chuter face au gardien tchèque Dominik Hašek. Après un score nul de 1 partout, la séance de tirs au but est fatale pour le Canada, qui démoralisé va de nouveau chuter lors du match pour la troisième place, 3 buts à 2 face à la Finlande. Déception pour Yzerman qui échoue au pied du podium, n'inscrivant que 2 points.
Yzerman n'est plus sélectionné au sein de l'équipe nationale avant les Jeux olympiques d'hiver de 2002 de Salt Lake City aux États-Unis. Pour cette édition, Gretzky n'est plus sur la glace mais occupe le poste de directeur général de l'équipe canadienne. Il sélectionne notamment Mario Lemieux et Steve Yzerman. Lemieux est nommé capitaine et Yzerman l'un des adjoints. Vexés d'avoir fini quatrièmes quatre ans plus tôt, les Canadiens abordent le tournoi en tant que favoris de la compétition. Néanmoins la compétition démarre mal pour les Canadiens, battus dès le premier match par la Suède 5 buts à 2. Une victoire difficile face à l'Allemagne 3 buts à 2, et un match nul face aux Tchèques, 3 partout, suffisent pour qualifier le Canada en quart-de-finale, sans pour autant se rassurer. En quart, le Canada écarte pourtant l'un des gros du tournoi, la Finlande, sur la marque de 2 buts à 1. En demi-finale, le Canada qui monte en puissance, domine facilement 7 buts à 1, la modeste, mais pourtant surprise du tournoi, équipe de Biélorussie. En finale le Canada affronte le voisin américain, le dominant 5 buts à 2. Steve Yzerman décroche le titre olympique en inscrivant 6 points en 6 matchs, terminant ainsi second meilleur marqueur canadien du tournoi à égalité avec Mario Lemieux et derrière Joe Sakic avec ses 7 points.
Fragilisé par sa santé et conscient qu'il joue sa dernière année de haut niveau, Steve Yzerman, sélectionné par Gretzky pour les Jeux olympiques 2006 de Turin, se désiste, comme il l'avait déjà fait deux ans plus tôt, pour la coupe du monde 2004, où il est remplacé par Vincent Lecavalier.
Après des Jeux 2006 ratés (le Canada se fait sortir dès les quarts-de-finale par la Russie), Wayne Gretzky est fragilisé dans ses fonctions de directeur général. Le 30 janvier 2007, Yzerman est nommé directeur général de l'équipe du Canada, remplaçant ainsi Wayne Gretzky.
| Année                 | Compétition                 |                       | PJ | B  | A  | Pts | Pun                |  | Résultat |
| 1983                  | Championnat du monde junior | 7                     | 2  | 3  | 5  | 2   | Médaille de bronze |  |          |
| 1984                  | Coupe Canada                | 4                     | 0  | 0  | 0  | 0   | Médaille d'or      |  |          |
| 1985                  | Championnat du monde        | 10                    | 3  | 4  | 7  | 6   | Médaille d'argent  |  |          |
| 1989                  | Championnat du monde        | 8                     | 5  | 7  | 12 | 2   | Médaille d'argent  |  |          |
| 1990                  | Championnat du monde        | 10                    | 9  | 10 | 19 | 8   | Quatrième place    |  |          |
| 1996                  | Coupe du monde              | 6                     | 2  | 1  | 3  | 0   | Médaille d'argent  |  |          |
| 1998                  | Jeux olympiques             | 6                     | 1  | 1  | 2  | 10  | Quatrième place    |  |          |
| 2002                  | Jeux olympiques             | 6                     | 2  | 4  | 6  | 2   | Médaille d'or      |  |          |
| Totaux internationaux | Totaux internationaux       | Totaux internationaux | 57 | 25 | 30 | 55  | 30                 |  |          |

### Son style de jeu
Steve Yzerman jouait en tant que centre aux Petes de Peterborough et aux Red Wings de Détroit. Bien qu'il soit un bon buteur, il était surtout reconnu pour être un très bon distributeurs de passes décisives. D'ailleurs avec 1 063 passes dans sa carrière, il se classe, au jour de sa retraite, au septième rang des meilleurs joueurs de cette catégorie dans l'histoire de la ligue nationale. Il était capable de faire marquer tout le monde dans l'équipe, Ivan Boldirev en est un exemple. En effet l'année précédant l'arrivée de Steve Yzerman, Bolbirev marque 18 buts en 72 matchs, avant d'en marquer 35 en 75 matchs la saison où il est aligné avec le no 19 des Red Wings. En voyant leur statistiques de buteur, John Ogrodnick, Gerard Gallant, Sergueï Fiodorov ou plus récemment Brendan Shanahan, sont également des exemples flagrants de ses qualités de passeur.
Aligné au début de sa carrière avec Ron Duguay, Ivan Boldirev ou encore John Ogrodnick, Yzerman passant régulièrement de la première à la seconde ligne d'attaque. À partir de 1985 il est également aligné avec Gerard Gallant. En 1990, Yzerman évolue avec Sergueï Fiodorov et Shawn Burr formant une ligne d'attaque très efficace jusqu'en 1993 où Scotty Bowman l'aligna en ailier gauche au côté de Keith Primeau et Ray Sheppard. Même s'il réalise une bonne saison il retrouve l'année suivante son poste. Fin des années 1990, il est aligné avec Brendan Shanahan et Darren McCarty. En fin de carrière il évolue avec Brett Hull et Shanahan.
Très bon patineur et mobile, il était capable d'évoluer en ailier si besoin mais ses qualités défensives l’amènent à évoluer au poste de centre. Car s'il était bon buteur et passeur, il était aussi un très bon défenseur, lauréat d'un trophée Frank-J.-Selke en 2000 comme l'attaquant ayant aidé le plus sa défense au cours de la saison. Même si cela n'a pas de hautes importances sur le jeu, Yzerman était aussi l'un des joueurs les plus élégants et discipliné de la ligue nationale.

### Impact sur le monde du hockey et la ville de Détroit
Lorsque Steve Yzerman prend sa retraite, les témoignages élogieux fleurissent de la part des joueurs et personnalités du monde de la ligue nationale. Yzerman était considéré comme l'un des gentlemen de la ligue et à ce titre les personnalités de la ligue lui rendent hommage comme un joueur ayant eu une carrière irréprochable, sportivement ou non. Scotty Bowman est l'un de ces hommes : 

« Il est l'un des de ces joueurs, et ils sont rares, qui font leur travail tous les jours. »

— Scotty Bowman à propos de Steve Yzerman.
En club ou en sélection les hommages sont identiques:

« La façon dont il joue et son acharnement au travail nous font tous grandir un peu. »

— Eric Lindros à propos de Steve Yzerman au sein de l'équipe du Canada.
Yzerman était bien plus que le capitaine des Red Wings de Détroit, il était l'étoile du club et considéré comme le meilleur joueur de l'histoire de la franchise avec Gordie Howe, d'ailleurs plusieurs effigies du joueurs sont visibles sur les murs de certains établissements de la ville.

« J'ai apprécié considérablement ma carrière à Détroit. Nous avons vécu beaucoup de choses ensemble. Il n'y a aucun autre endroit où un joueur peut obtenir un tel traitement et de tels louanges. »

— Steve Yzerman sur RDS.
Joueur le plus aimé du club, les hommages viennent également du gouverneur du Michigan. Jennifer Granholm annonce le 13 janvier 2007, que dans le Michigan, ce jour est le jour Steve Yzerman. Elle n'a pas pu le faire le jour où le numéro 19 était retiré car c'était le jour national de deuil de l'ancien président américain Gerald Ford.

## Vie personnelle
Steve Yzerman est le troisième des 5 enfants de Ron et Jean Yzerman. Il est né à Cranbrook, municipalité non loin de Vancouver en Colombie-Britannique. Il y apprend à patiner seulement à l'âge de 7 ans, ce qui est tard pour un joueur de hockey : la plupart des joueurs commençant à patiner beaucoup plus tôt. Pourtant dans le cas d'Yzerman cela ne semble pas avoir été a problème. À l'âge de 9 ans, son père, Ron Yzerman, amène la famille à Nepean dans la banlieue d'Ottawa dans la province de l'Ontario. Son grand-père paternel était un immigré néerlandais qui a reçu la nationalité américaine en 2001.
Steve Yzerman est marié, depuis le 10 juin 1989, à Lisa Brennan (devenue Lisa Yzerman-Brennan). De leur union est née trois enfants, Isabella Katherine (née en 1994), Maria Charlotte (née le 21 avril 1998) et Sophia Rose (née le 14 mai 1999).

## Salaires
La liste ci-dessous présente le salaire en dollars américains de Steve Yzerman depuis 1989 avec les Red Wings de Détroit.
- 1989-1990 : 700 000
- 1990-1991 : 1 250 000
- 1991-1992 : 1 400 000
- 1992-1993 : 1 550 000
- 1993-1994 : 3 200 000
- 1994-1995 : 1 900 500[69]
- 1995-1996 : 3 700 800
- 1996-1997 : 4 125 000
- 1997-1998 : 5 100 000
- 1998-1999 : 4 800 000
- 1999-2000 : 6 000 000
- 2000-2001 : 8 000 000
- 2001-2002 : 7 500 000
- 2002-2003 : 8 500 000
- 2003-2004 : 5 800 800
- 2004-2005 : saison annulée en raison d'un lock-out
- 2005-2006 : 1 250 000